# Nighthawks (pintura)
Nighthawks (literalmente, "Aves da Noite", "Gaviões da Noite" ou "Falcões da Noite") é uma pintura de 1942 de Edward Hopper que retrata pessoas sentadas num restaurante do centro da cidade durante a noite. É considerada a obra mais famosa de Hopper, assim como uma das mais reconhecidas da arte americana.
Alguns meses depois de ser concluído foi vendido ao Art Institute of Chicago por $3,000 e tem permanecido lá desde então.

## Sobre a Pintura

"Puerto Rican Wedding" de Roger Brown (1969). Brown disse que o café no canto inferior esquerdo da pintura "não é uma imitação de Nighthawks, mas inspira-se nele muito."

Hopper começou a pintá-la imediatamente após o ataque a Pearl Harbor, num domingo, em 7 de dezembro de 1941. Após o evento, houve um sentimento generalizado de tristeza por todo o país, um sentimento que é retratado na pintura. A rua está vazia fora do restaurante, e no interior nenhuma das três pessoas no balcão está aparentemente olhando ou conversando com os outros; todos estão perdidos nos seus próprios pensamentos. Dois formam um casal, enquanto o terceiro é um homem sentado sozinho, de costas para o espectador. O trabalhador do restaurante, olhando por cima do seu trabalho, parece estar a olhar para fora da janela, para trás dos clientes. O canto do restaurante é de vidro curvado ligado em ambos lados. O clima será quente, com base nas roupas usadas pelos clientes. Não há sobretudos em evidência e a blusa da mulher é de manga curta. Do outro lado da rua são o que parecem ser janelas abertas numa segunda loja. A luz do restaurante abunda pela rua fora apanhando até uma das janelas do outro lado da rua. Este retrato da vida urbana moderna, como o vazio ou a solidão é um tema comum em todo o trabalho de Hopper. É nitidamente delineada pelo facto de que o homem de costas para nós parece mais solitário por causa do casal sentado ao lado dele. Se olharmos com mais atenção, fica evidente que não há maneira de sair da zona do bar, como as três paredes formam um triângulo que cria uma espécie de armadilha que encurrala os clientes. É também notável que o bar não tem porta visível para o exterior, o que ilustra a ideia de confinamento e aprisionamento. Hopper negou que tinha a intenção de o comunicar em Nighthawks, mas admitiu que "inconscientemente, provavelmente estava a pintar a solidão de uma grande cidade." Na altura da sua produção, as luzes fluorescentes tinham acabado de ser desenvolvidas, talvez por isso a luz que está a contribuir para o jantar está lançando um brilho estranho sobre o mundo exterior, quase breu preto. Um anúncio para os cigarros "Phillies" é destaque em cima do restaurante.

### Localização do restaurante
O termo "falcão da noite" ou "gaviões da noite", é usada figurativamente para descrever alguém que fica acordado até tarde, e é um nome compartilhado com a família real de pássaros chamados (naturalmente) Falcões. A cena foi supostamente inspirada por um restaurante (já demolido), em Greenwich Village, lar de Hopper no bairro de Manhattan. O lote agora vago, é geralmente associado com o local que é conhecido como ex-Mulry Square, no cruzamento da Seventh Avenue South, Greenwich Avenue e West 11th Street. No entanto, segundo o The New York Times, isso não pode ser o local do jantar, que inspirou a pintura, porque um posto de gasolina esteve a ocupar o lote durante 1930 a 1970.

### Possíveis inspirações
Gail Levin, biógrafo de Hopper, especula que o quadro pode ter sido inspirado na pintura O Café à Noite na Place Lamartine de Vincent Van Gogh, que esteve em exposição em Nova Iorque durante Janeiro de 1942. A similaridade nas luzes e nos temas mostra esta possibilidade. Também é certo e pouco provável que Hopper tenha visto a exposição, como afirma Levin, visto que o quadro de Van Gogh já tinha sido exibido por duas vezes na companhia que também expunha os quadros de Hopper. Para além disto, não existe provas que O Café à Noite tenha influenciado Nighthawks. Mesmo sem nenhumas provas (apenas pelo facto de Hopper admirar a história), Levin sugere que Nighthawks também pode ter sido inspirado pelo conto The Killers (1927) de Ernest Hemingway.

## Influência na Cultura Popular

### Escultura e Pintura
Muitos artistas têm produzido obras que aludem a Nighthawks. Um dos primeiros exemplos é a escultura de George Segal, The Diner (1964-1966), feita com partes de um jantar real, com figuras brancas em gesso, que se assemelham a Nighthawks numa sensação de solidão e alienação, bem como no seu assunto. Hopper influenciou os fotorealistas do final dos anos 60 e início de 1970, incluindo Ralph Goings, que se inspirou em Nighthawks para várias pinturas suas de restaurantes. Outro fotorealista, Richard Estes, pintou uma loja da esquina em Peoples's Flowers (1971), mas à luz do dia, com a grande janela da loja refletindo a luz na rua e no céu.
Citações mais directas e visuais começaram a aparecer em 1970. Talvez a mais conhecida é a pintura de Gottfried Helnwein Boulevard of Broken Dreams (1984), vendida como um cartaz, que substitui os três clientes a jantar por três ícones da cultura pop americana Humphrey Bogart, Marilyn Monroe e James Dean, e o empregado por Elvis Presley. De acordo com o estudioso de Hopper, Gail Levin, Helnwein ligou o humor sombrio de Nighthawks de 1950 e o cinema americano com "o destino trágico das celebridades mais amadas da década." Greenwich Avenue (1986), uma das várias versões de Nighthawks pintado por Mark Kostabi, aumenta a escala da pintura e utiliza uma paleta de cores berrantes e eléctrica; as figuras humanas são a vermelho. Nighthawks Revisited, uma paródia de 1980 de "Os Noivos de Vermelho", enche a rua de pedestres, gatos e de lixo. A paródia de 2005 de Banksy mostra um hooligan do futebol, gordo e bêbado, com uns calções pintados com a bandeira do Reino Unido, do lado de fora na rua, aparentemente depois de ter destruído a janela do restaurante.

### Literatura
Diversos autores têm explorado os clientes em "Nighthawks"; como vieram para o restaurante à noite, ou o que vai acontecer depois de saírem. No poema de Wolf Wondratschek - "Nighthawks: Depois da Pintura de Edward Hopper", o autor imagina o homem e a mulher sentados juntos no jantar como um casal separado: "Eu aposto que ela lhe escreveu uma carta / Seja o que disse, ele não é mais o homem / Quem iria ler a sua carta duas vezes." Joyce Carol Oates escreveu monólogos interiores para as figuras da pintura no seu poema "Nighthawks of Edward Hopper, 1942". Uma emissão especial de Der Spiegel incluiu cinco dramatizações breves em cinco enredos em torno da pintura, um, pelo argumenttista Christof Schlingensief, transformou a cena num massacre de serra eléctrica. Erik Jendresen também escreveu um conto inspirado nesta pintura.

### Cinema

Imagem retirada do episódio "Homer vs. The Eighteenth Amendment", numa das várias referências a Nighthawks na série animada Os Simpsons.

Hopper foi um espectador ávido de cinema, e os críticos notaram a semelhança das suas pinturas com cenas de filmes. Várias das suas pinturas sugerem filmes de gangsters dos anos 30, como Scarface (1932) e Little Caesar (1931), ligação que pode ser vista nas roupas dos clientes no restaurante. Nighthawks e outras obras como Night Shadows (1921) também anteciparam o visual do filme noir, cujo desenvolvimento pode ter influenciado Hopper.
Hopper foi uma reconhecida influência sobre o musical Pennies from Heaven (1981), no qual o director Ken Adams recria Nighthawks como uma parte do cenário.
O cineasta alemão Wim Wenders recria Nighthawks como o cenário de um filme-dentro-um-filme em The End of Violence (1997); Wenders sugeriu que as pinturas de Hopper eram um bom recurso para os cineastas porque "conseguem sempre perceber onde está a câmara".
Em Glengarry Glen Ross (1992), duas personagens visitam um café semelhante ao de Nighthawks numa cena que ilustra a sua solidão e desespero.
Hard Candy (2005), cujo estilo visual sugere uma pintura de Hopper, reconheceu a pintura através da criação da cena "Nighthawks Diner", onde uma personagem adquire uma T-Shirt com a pintura impressa nela.
Nighthawks também influenciou o "noir" visual do filme de ficção cientifica Blade Runner; o diretor Ridley Scott disse: "Eu estava sempre a acenar com uma cópia desta pintura debaixo do nariz da equipa de produção para ilustrar o aspecto e a sensação que eu procurava para o filme".
O director de cinema de terror Dario Argento foi tão longe para recriar o restaurante e os clientes de Nighthawks como fazendo parte de uma cena para o seu filme Deep Red de 1975, que em Portugal estreou em 1976 sob o título "O Mistério da Casa Assombrada". Um bar foi recreado na "Fontane del Po e della Dora" em Turim.
A pintura é uma das obras que ganham vida no filme de 2009, Night at the Museum: Battle of the Smithsonian com Ben Stiller no papel principal.

### Música
O álbum de Tom Waits, Nighthawks at the Diner (1975), contém letras inspiradas na pintura. A arte da capa é uma fotografia de Waits, num restaurante.
O álbum da banda Kisses for Kings, Forget To Remember, toda a arte do álbum foi inspirada na pintura de Nighthawks.

Paródia da Lego à pintura.

### Televisão
As séries de televisão The Tick, Dead Like Me, Os Simpsons, Rocko's Modern Life, "CSI: Crime Scene Investigation, That '70s Show,Pretty Little Liars e Bojack Horseman, todos eles colocaram as suas próprias personagens em versões de Nighthawks.

### Paródias[22]
Nighthawks tem sido amplamente referenciado e parodiado na cultura popular. Versões têm aparecido em cartazes, camisetas e cartões de visita, bem como nas histórias em banda desenhada e anúncios publicitários. Normalmente, essas paródias, como a de Helnwein, Boulevard of Broken Dreams, que se tornou um pôster popular, mantém o jantar e a composição altamente reconhecível na diagonal, mas substitui os clientes e o empregado por outros personagens: animais, o Pai Natal e suas renas, ou o elenco d'As Aventuras de Tintin ou os Peanuts.

### Média Impressa e Outros
Stephan Pastis, criador da banda desenhada Pearls Before Swine, intitulou sua terceira colecção de "Nighthogs" (em referência ao personagem da tira de porco). A capa também contém paródias da pintura, apresentando todos os clientes na lanchonete a serem substituídos pelos principais personagens da tira.
Personagens de banda desenhada que aparecem em jantares com inspiração em Nighthawks, incluem o Tocha Humana num painel de Alex Ross num romance da Marvel, o comissário Gordon (em Batman: Ano Um, Gordon aparece numa lanchonete muito semelhante ao de Nighthawks, o nome do restaurante é "HOPPER", fazendo referência ao pintor), Spider Jerusalem, X-Factor e The Tick.
O vídeo jogo da Sierra Entertainment, Space Quest III, apresenta uma visão de um restaurante do espaço de venda de hambúrgueres, muito parecida com a pintura.
A pintura surge como um dos papéis de parede (em inglês, wallpaper) incluídos no Mac OS X Snow Leopard, da Apple Inc..